# ながも
ながもは、東日本旅客鉄道の長野駅のキャラクターである。ニホンカモシカの子どもをモチーフとしている。
2022年5月に長野駅のキャラクターとしてデザインされた7案の間で選挙が行われ、6月17日に正式に選出されると、SNSなどで「かわいすぎる」と評判になった。
長野駅が1888年5月1日に開業したことにちなんで5月1日が誕生日となっており、2023年4月30日には「生誕祭」として着ぐるみがお披露目された。

## プロフィール
- 誕生日は5月1日。カモシカの子ども[1][7]。
- 長野駅の駅員に保護されて長野駅で暮らしている[1]。
- かぶっている帽子は、助けてくれた駅員からもらった物で大切にしている[1]
- 特技は走ることで、電車のように速く走れるようになりたいと思っている[1]。
- 人が好きで趣味は電車内や改札前での人間観察[1]。
- 好きなものは、電車と新幹線、長野駅に漂うおそばの香り[1]。
- 肉球はおやきのように柔らかい[1]。